# سكوت دونالد
سكوت دونالد (بالإنجليزية: Scott Donald)‏ هو لاعب دوري الرغبي أسترالي، ولد في 14 فبراير 1980 في تاونسفيل في أستراليا.